# Afsted, Afsted, Hund
Afsted, Afsted, Hund (originaltitel: Go, Dog. Go!) er en amerikansk-canadisk tegneserie, som blev sendt på Netflix fra 2021. Det er en filmaterisering af børnebogen Go, Dog. Go! fra 1961.

## Karakterer
- Prik Bjæffer (engelsk: Tag Barker) (Stemme af: Michela Luci (Engelsk), Maisie Marsh (Britisk engelsk), Nora Balck Sørensen (Dansk)[2]) en 6 år gammel[3] orange hund. Hun er hovedpersonen i serien og søster til Kanon-Katrine, Pil, Bosse og Jip Bjæffer.
- Puf Vuf (engelsk: Scooch Pooch) (Stemme af: Callum Shoniker (Engelsk), Toby Fullman (Britisk engelsk), Samson Rich Zahle i sæson 1-2, William Klink Rasmussen i sæson 2 (Dansk)[2]) en 6 år gammel[3] lille blå Terrier.
- Mor Bjæffer (engelsk: Ma Barker) (Stemme af: Katie Griffin (Engelsk), Petra Letang (Britisk engelsk), Annevig Schelde Ebbe (Dansk)[2]) en lavendel hund.
- Far Bjæffer (engelsk: Paw Barker) (Stemme af: Martin Roach (Engelsk), Jude Owusu (Britisk engelsk), Sonny Lahey (Dansk)[2]) en brun hund.
- Kanon-Katrine (engelsk: Cheddar Biscuit) (Stemme af: Tajja Isen (Engelsk), Hannah Hutch (Britisk engelsk), Annevig Schelde Ebbe (Dansk)[2]) en 7 år gammel[3] hvid polkaprikket hund. Hun er søster til Tag, Pil, Bosse og Jip Bjæffer.
- Pil Bjæffer (engelsk: Spike Barker) (Stemme af: Lyon Smith (Engelsk), Jesper Hagelskær Paasch (Dansk)[2]) en rød hund. Han er bror til Tag, Kanon-Katrine, Bosse og Jip Bjæffer.
- Bosse Bjæffer (engelsk: Gilber Barker) (Stemme af: Lyon Smith (Engelsk), James Cartmell (Britisk engelsk)[4][5], Mikkel Hansen (Dansk)[2]) en gul hund. Han er bror til Tag, Kanon-Katrine, Pil og Jip Bjæffer.
- Bedstemor Bjæffer (engelsk: Grandma Marge Barker) (Stemme af: Judy Marshank (Engelsk), Victoria Strachan (Britisk engelsk), Vicki Berlin (Dansk)[2]) en lilla hund.
- Bedstefar Bjæffer (engelsk: Grandpaw Mort Barker) (Stemme af: Patrick McKenna (Engelsk), Laurie Jamieson (Britisk engelsk), Lars Thiesgaard (Dansk)[2]) en beige hund.
- Jip Bjæffer (engelsk: Yip Barker) (Stemme af: Annevig Schelde Ebbe (Dansk)[2]) en lilla hundehvalp. Han er far til Tag, Kanon-Katrine, Pil og Bosse Bjæffer.
- Frank (Stemme af: David Berni (Engelsk), Emil Birk Hartmann i sæson 1, Benjamin Katzmann Hasselflug i sæson 2 (Dansk)[2]) en gul hund.
- Bønne (engelsk: Beans) (Stemme af: Anand Rajaram (Engelsk), Jesper Hagelskær Paasch (Dansk)[2]) en stor grøn Old English Sheepdog.
- Sam Whippet (Stemme af: Joshua Graham (Engelsk), Sonny Lahey (Dansk)[2]) en blå Greyhound.
- Lady Lydia (Stemme af: Linda Ballantyne (Engelsk), Vicki Berlin (Dansk)[2]) en lyserød Puddel.
- Georg (engelsk: Gerald) (Stemme af: Patrick McKenna (Engelsk), Sonny Lahey (Dansk)[2]) en blågrøn hund.
- Borgmester Snusendal (engelsk: Mayor Sniffington) (Stemme af: Linda Ballantyne (Engelsk), Silja Okking (Dansk)[2]) en lilla hund.
- Bøfkød (engelsk: Beefsteak) (Stemme af: Tajja Isen (Engelsk), Silja Okking (Dansk)[2]) en lyserød Chihuahua.
- Træner Gumlemand (engelsk: Coach Chewman) (Stemme af: Phill Williams (Engelsk), Lars Thiesgaard (Dansk)[2]) en rød hund.
- Tage Vruf (engelsk: Gabe Roof) (Stemme af: Phill Williams (Engelsk), Lars Thiesgaard (Dansk)[2]) en gul hund.
- Snuppe Merlig (engelsk: Catch Morely) (Stemme af: Julie Lemieux (Engelsk), Silja Okking (Dansk)[2]) en blå hund.
- Bernhardt Gummi (engelsk: Bernard Rubber) (Stemme af: Joshua Graham (Engelsk), Lars Thiesgaard (Dansk)[2]) en lille blågrøn hund.
- Chili (Stemme af: Anand Rajaram (Engelsk), Emil Birk Hartmann (Dansk)[2]) en stor rød Old English Sheepdog.
- Kelly (Stemme af: Stacey Kay (Engelsk), Silja Okking (Dansk)[2]) en ferskenfarvet hund.
- Leo (Stemme af: John Stocker (Engelsk), Lars Thiesgaard (Dansk)[2]) en grå hund.
- Fanny (engelsk: Franny) (Stemme af: Annevig Schelde Ebbe (Dansk)[2]) en brun hundehvalp.
- Rita (engelsk: Rhonda) en blå hundehvalp.